# Nikolái Chernetski
Nikolái Chernetski (Unión Soviética, 29 de noviembre de 1959) fue un atleta soviético, especializado en la prueba de 4x400 m en la que llegó a ser campeón del mundo en 1983.

## Carrera deportiva
En el Campeonato Europeo de Atletismo en Pista Cubierta de 1978 ganó el bronce en los 400 metros, con un tiempo de 46,72 segundos, tras el italiano Pietro Mennea y el polaco Ryszard Podlas (plata con 46,55 segundos).
Dos años después, en el Campeonato Europeo de Atletismo en Pista Cubierta de 1980 ganó el oro en los 400 metros, con un tiempo de 46,29 segundos.
Tres años después, en el Mundial de Helsinki 1983 ganó la medalla de oro en los relevos 4x400 metros, con un tiempo de 3:00,79 segundos, por delante de Alemania Occidental y Reino Unido, siendo sus compañeros de equipo: Aleksandr Troshchilo, Serguéi Lovachov y Víktor Markin.